# Angolo di Bürgi-Dunitz

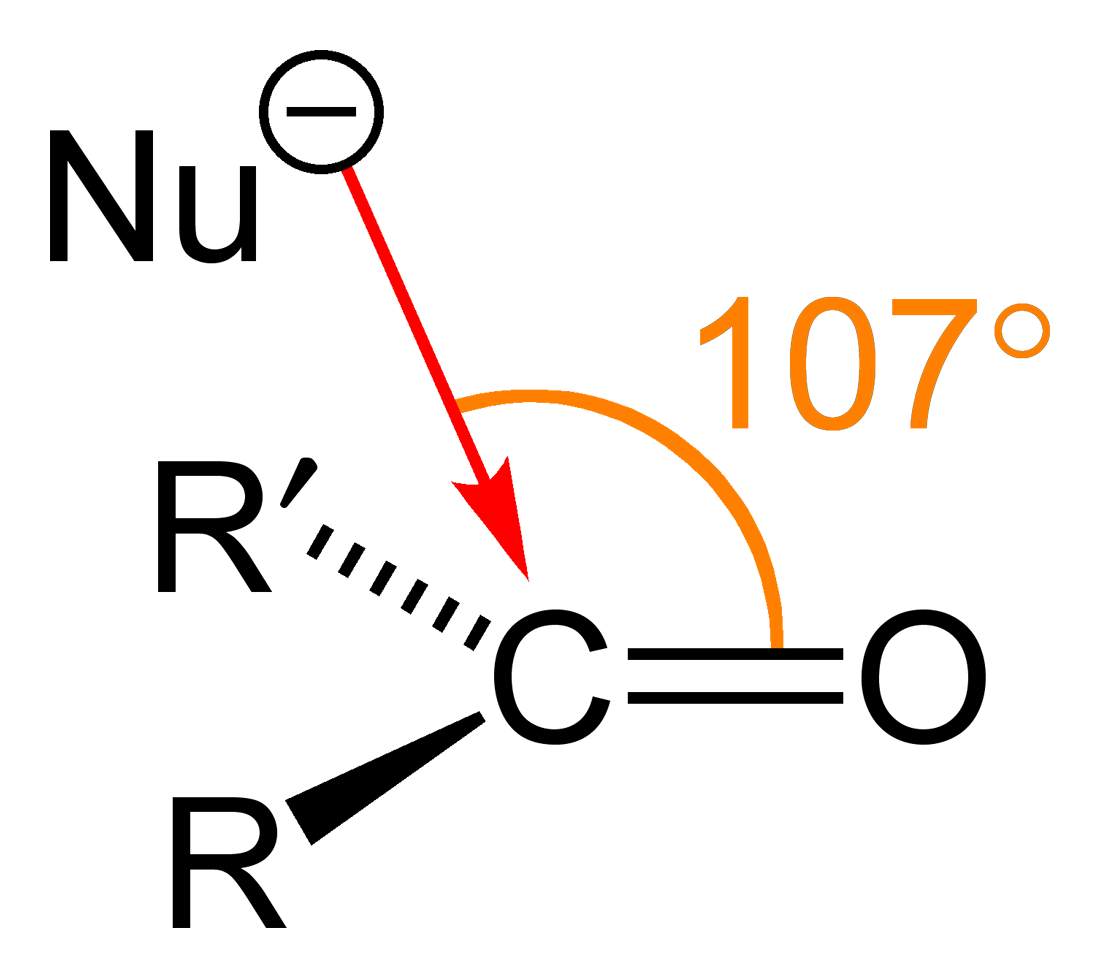
Diagramma che mostra l'ipotetico angolo di Bürgi–Dunitz (BD). È mostrato l'attacco di un nucleofilo carico, Nu, come l'anione idruro a un centro trigonale insaturo di un elettrofilo come il carbonile di un chetone (R,R'≠H) o di un'aldeide (R/R'=H). Il valore indicato (107°) è quello ottimale nel caso dell'attacco di un idruro sulla formaldeide (R=R'=H).

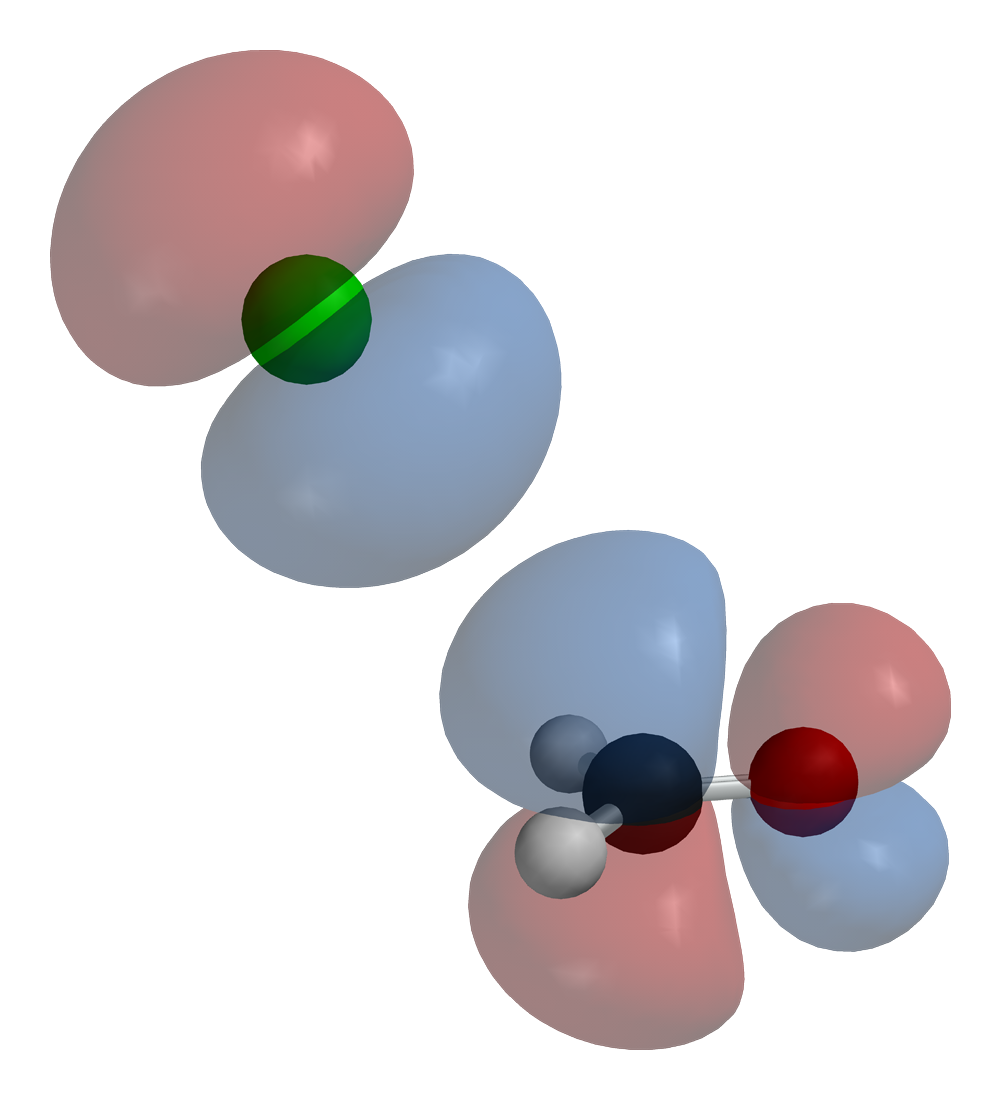
Interazione HOMO-LUMO sottesa all'angolo BD. Diagramma rappresentante l'orbitale HOMO di tipo p di un nucleofilo come l'anione cloruro (sfera verde) e dell'orbitale LUMO del centro trigonale del carbonile elettrofilo di un'aldeide (sfera nera carbonio, sfera rossa ossigeno, sfera bianca idrogeno). Vista laterale, la distorsione fuori dal piano dell'atomo di carbonio verso il nucleofilo attesa allo stato di transizione è stata omessa per semplicità.

In chimica, l'angolo di Bürgi-Dunitz è uno dei due angoli che descrivono completamente la geometria di attacco seguita da un nucleofilo sul un centro trigonale insaturo di una molecola. Tale definizione, inizialmente introdotta per i carbonili dei chetoni organici, è stata successivamente ampliata ai carbonili di aldeidi, esteri e ammidi e agli alcheni.

## Descrizione
In particolare, nel caso dell'attacco nucleofilo al carbonile, tale angolo è definito come angolo Nu-C-O, dove Nu è l'atomo del nucleofilo che va a formare il legame con il carbonio carbonilico. Il nome di questo angolo deriva dai cristallografi Hans-Beat Bürgi e Jack D. Dunitz, i primi ad averlo studiato.
Il secondo angolo che definisce la geometria d'attacco descrive la "deviazione" del nucleofilo verso uno dei due sostituenti legati al carbonio carbonilico ed è stato chiamato angolo di Flippin–Lodge da Clayton H. Heathcock con riferimento ai suoi collaboratori Lee A. Flippin e Eric P. Lodge.
Questi angoli sono generalmente meglio intesi a significare l'angolo osservato/misurato per un dato sistema, e non fanno riferimento all'intervallo di valori misurati storicamente da Bürgi e Dunitz con gli amminochetoni né ad un valore idealizzato calcolato per un particolare sistema (come nel caso dell'attacco dell'idruro alla formaldeide nell'immagine a lato). Ciò significa che sebbene la coppia di valori per gli angoli BD e FL per il sistema idruro-formaldeide possa essere calcolata, i valori di tali angoli saranno probabilmente diversi per sistemi diversi.
L'angolo BD adottato nell'approccio di un nucleofilo ad un elettrofilo trigonale insaturo dipende principalmente dalle forme degli orbitali molecolari e dai sostituenti del centro insaturo (es. carbonilico) e solo secondariamente dagli orbitali molecolari del nucleofilo.
Le misurazioni originarie degli angoli BD erano state effettuate su cristalli di una serie di composti contenenti sia gruppi amminici che chetoni ed avevano fornito un intervallo ristretto di possibili angoli (105 ± 5°).
Stime computazionali recenti (calcoli SCF-LCAO-MO) sull'approccio dell'orbitale s dell'anione idruro (H–) al sistema pi della aldeide più semplice, la formaldeide (H2C=O), hanno fornito un valore dell'angolo BD di 107°.
Sia le misurazioni cristallografiche sia le stime computazionali per questi semplici sistemi sono abbastanza vicine al valore teorico ideale dell'angolo tetraedrico (l'angolo interno di un tetraedro, pari a 109,5°), coerentemente con l'importanza di questa geometria negli stati di transizione degli attacchi nucleofili a centri trigonali.
La similitudine degli angoli BD osservati può essere vista come derivante dalla necessità di massimizzare la sovrapposizione tra l'orbitale HOMO del nucleofilo e l'orbitale LUMO del centro trigonale insaturo dell'elettrofilo.
Nel caso dell'attacco al carbonile, l'orbitale HOMO è spesso un orbitale di tipo p, come mostrato nella figura a lato, mentre il LUMO è generalmente inteso come l'orbitale molecolare di antilegame π* perpedicolare al piano contenente il legame carbonilico C=O ed i sostituenti al centro trigonale.
Si ritiene che l'angolo BD osservato per l'attacco nucleofilo si avvicini all'angolo che produrrebbe la sovrapposizione ottimale tra gli orbitali HOMO e LUMO.
Allo stesso tempo il nucleofilo evita di sovrapporsi con altri orbitali del gruppo elettrofilo che non sono favorevoli per la formazione di legami (non presenti nell'immagine a lato per la semplicità del carbonile scelto, quello della formaldeide).